# تشارلي
تشارلي (بالمجرية: Horváth Károly)‏ هو مغني مجري، ولد في 28 أكتوبر 1947 في Ónod ‏ في المجر.

## وصلات خارجية
- الموقع الرسمي
- تشارلي على موقع IMDb (الإنجليزية)
- تشارلي على موقع ديسكوغز (الإنجليزية)